# Eric Wellwood
Eric Wellwood (né le 6 mars 1990 à Windsor dans la province d'Ontario au Canada) est un joueur professionnel canadien de hockey sur glace. Il évoluait au poste d'ailier gauche.
Il est le frère de Kyle Wellwood, également joueur de hockey professionnel.

## Biographie
Il est repêché par les Flyers de Philadelphie au 172e rang lors du sixième tour du repêchage d'entrée dans la LNH 2009 alors qu'il évoluait au niveau junior pour les Spitfires de Windsor dans la LHO. 
Il devient professionnel en 2010-2011 en jouant presque toute la saison dans la LAH avec le club-école des Flyers, les Phantoms de l'Adirondack, mais il parvient à faire ses débuts dans la LNH durant cette saison, en jouant 3 parties avec les Flyers. Il joue plus de parties avec les Flyers en étant à 24 matchs la saison suivante, mais tout en passant la majorité de la saison dans la LAH.
En avril 2013, lors d'un match avec les Phantoms, il se blesse au tendon d'Achille en se coupant par son propre patin après avoir chuté contre la bande. Après avoir manqué toute la saison 2013-2014 à cause de cette blessure, il se retire et devient entraîneur adjoint dans la LHO pour les Generals d'Oshawa. En 2016, il rejoint les Firebirds de Flint, toujours comme entraîneur adjoint.

## Statistiques
| Saison     | Équipe                   | Ligue      |    | Saison régulière | Saison régulière | Saison régulière | Saison régulière | Saison régulière |    | Séries éliminatoires | Séries éliminatoires | Séries éliminatoires | Séries éliminatoires | Séries éliminatoires |
| Saison     | Équipe                   | Ligue      | PJ | B                | A                | Pts              | Pun              | PJ               | B  | A                    | Pts                  | Pun                  |                      |                      |
| 2006-2007  | Spitfires de Windsor     | LHO        | 23 | 2                | 5                | 7                | 0                | -                | -  | -                    | -                    | -                    |                      |                      |
| 2007-2008  | Spitfires de Windsor     | LHO        | 68 | 9                | 7                | 16               | 12               | 5                | 0  | 0                    | 0                    | 2                    |                      |                      |
| 2008-2009  | Spitfires de Windsor     | LHO        | 61 | 16               | 18               | 34               | 12               | 20               | 10 | 11                   | 21                   | 12                   |                      |                      |
| 2009-2010  | Spitfires de Windsor     | LHO        | 65 | 31               | 37               | 68               | 36               | 19               | 4  | 6                    | 10                   | 6                    |                      |                      |
| 2010-2011  | Phantoms de l'Adirondack | LAH        | 73 | 16               | 12               | 28               | 24               | -                | -  | -                    | -                    | -                    |                      |                      |
| 2010-2011  | Flyers de Philadelphie   | LNH        | 3  | 0                | 1                | 1                | 2                | -                | -  | -                    | -                    | -                    |                      |                      |
| 2011-2012  | Phantoms de l'Adirondack | LAH        | 33 | 9                | 12               | 21               | 8                | -                | -  | -                    | -                    | -                    |                      |                      |
| 2011-2012  | Flyers de Philadelphie   | LNH        | 24 | 5                | 4                | 9                | 2                | 11               | 0  | 0                    | 0                    | 2                    |                      |                      |
| 2012-2013  | Phantoms de l'Adirondack | LAH        | 58 | 9                | 8                | 17               | 10               | -                | -  | -                    | -                    | -                    |                      |                      |
| 2012-2013  | Flyers de Philadelphie   | LNH        | 4  | 0                | 0                | 0                | 0                | -                | -  | -                    | -                    | -                    |                      |                      |
| Totaux LNH | Totaux LNH               | Totaux LNH | 31 | 5                | 5                | 10               | 4                | 11               | 0  | 0                    | 0                    | 2                    |                      |                      |

## Trophées et honneurs personnels
- Champion de la Coupe J.-Ross-Robertson avec les Spitfires de Windsor (2009, 2010).
- Champion de la Coupe Memorial avec les Spitfires de Windsor (2009, 2010).